# Vilém Albrecht II. Krakovský z Kolovrat
Vilém Albrecht II. hrabě Krakovský z Kolovrat (celým jménem Vilém Albrecht II. František hrabě Krakowský z Kolowrat, svobodný pán z Újezda; křtěn 4. září 1678, Praha[zdroj?] – 21. dubna 1738, Vídeň) byl český šlechtic, nejvyšší kancléř Českého království, bratr nejvyššího purkrabího Filipa Neria Krakovského z Kolovrat.

## Kariéra
Pocházel ze šlechtického rodu Kolovratů, byl druhorozeným synem hraběte Jana Františka Krakovského z Kolovrat (1650 – 20. listopad 1723) a jeho manželky (sňatek 22. července 1675) hraběnky Eleonory d’Anquisola (1654 – 13. srpen 1691). Od mládí působil v zemských úřadech v Čechách, od roku 1708 byl členem sboru místodržících, poté získal hodnosti dvorního rady a c. k. komořího.
V letech 1719–1736 byl dvorským místokancléřem a v roce 1720 jmenován skutečným tajným radou. Žil převážně ve Vídni a v Praze, neměl stálé sídlo, takže při účasti na korunovaci Karla VI. českým králem pobýval v pronajatém domě na Malé Straně.
V roce 1734 jej povýšil císař Leopold I. na nejvyššího kancléře českého královského dvora. Do funkce nastoupil za nemocného, ale stále úřadujícího Františka Ferdinanda hraběte Kinského. Hrabě Kinský ukončil oficiálně svou činnost až v roce 1735 a hrabě Vilém Albrecht II. byl písemně potvrzen v úřadě teprve 7. ledna 1736. Funkci pak vykonával až do sklonku svého života.
Zemřel ve Vídni a byl pohřben v kostele sv. Augustina, kde posléze byla pohřbena také jeho manželka.

## Majetek
Po otci zdědil panství Chyše na Karlovarsku a Chlumec v severních Čechách, s ohledem na výkon státních úřadů ale pobýval spíše ve Vídni. V roce 1728 převzal dědictví po vymřelém rodu Jeníšků z Újezda. Součástí jeníškovského odkazu byla podmínka přijetí erbu Jeníšků a jména svobodných pánů z Újezda. Dědictví po Jeníšcích z Újezda představovalo hlavně panství Březnice na Příbramsku a Hradiště jižně od Plzně. Zámek v Březnici se stal hlavním sídlem rodové linie, označované později jako březnická.

## Rodina
Dne 8. září 1716 se oženil s hraběnkou Marií Františkou z Valdštejna (1698[zdroj?]–1782), z jejich manželství se narodilo pět dětí. Nejstarší syn Prokop (1718–1774) se stal dědicem rodového majetku, Josef (1721–1733) zemřel v dětství, další dva synové Jan Nepomuk (1722–1775) a Vilém (1724–1744) zemřeli bez potomstva, dcera Marie Alžběta (1728–1816) se poprvé provdala za Jana Vincence Libštejnského z Kolovrat, po ovdovění se jejím druhým manželem stal nejvyšší purkrabí František Antonín Nostic-Rieneck. Dalším pokračovatelem rodu byl Prokop Krakovský z Kolovrat (1718–1774). Přímé potomstvo Viléma Albrechta Krakovského vymřelo v roce 1872 a na nástupnický rod Pálffyů z Erdödu spolu s Březnicí přešla i podmínka převzít i erb Jeníšků a titul svobodných pánů z Újezda.